# Università di Hagen
L'Università di Hagen (in tedesco FernUniversität in Hagen o  FU Hagen) è un'università pubblica tedesca situata a Hagen e fondata nel 1974.

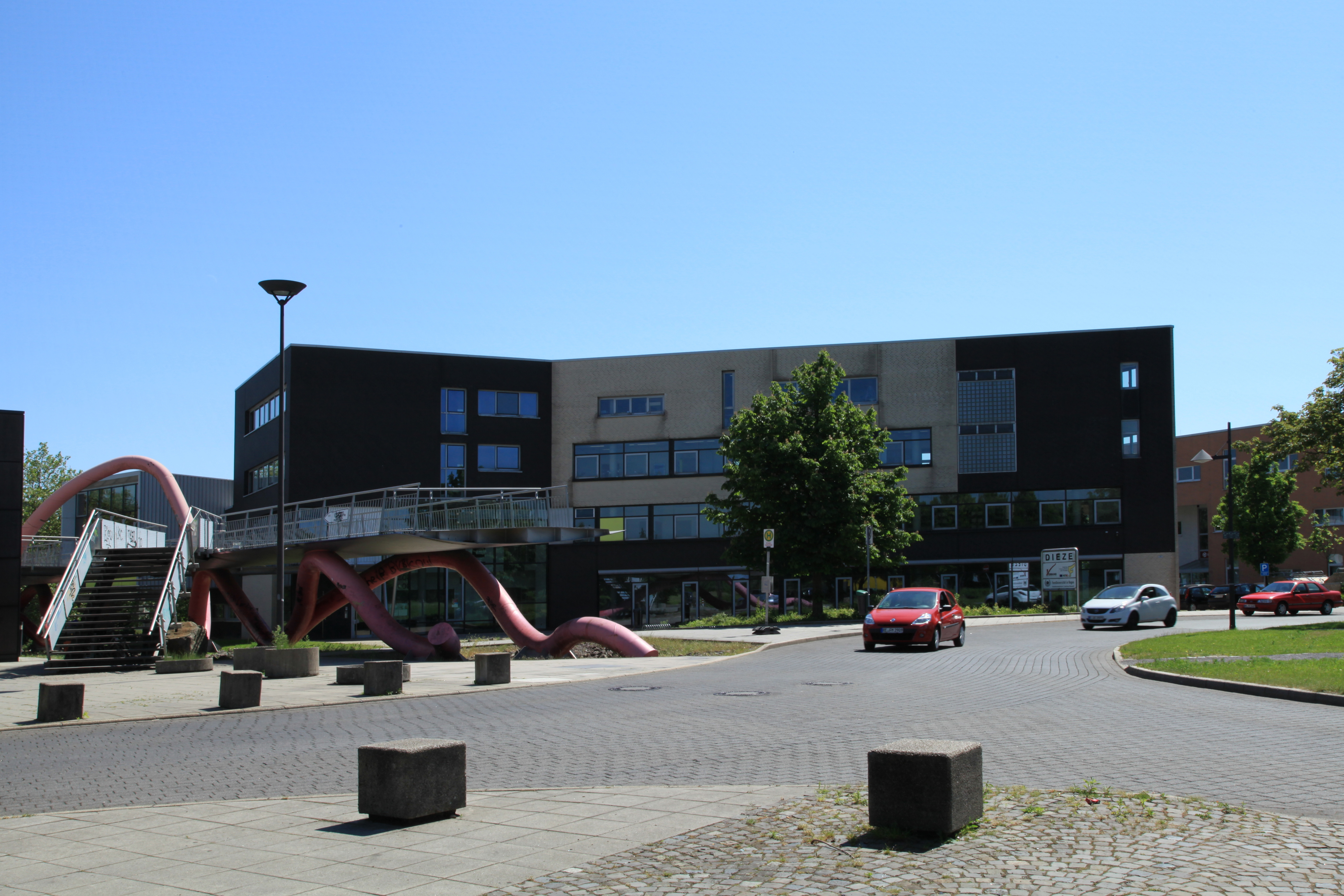
Vista del campus

Oltre al campus principale che si trova a Hagen nella Renania settentrionale-Vestfalia, l'università gestisce 50 centri di studio e ricerca in Germania e in tutta Europa. Secondo l'Ufficio federale di statistica della Germania, nel 2010/2011 era la più grande università della Germania.
Inizialmente l'università aveva solo tre facoltà con 1 304 studenti, arrivando poi a contare 83 536 studenti nel periodo estivo del 2013 e 86 889 studenti nel periodo invernale 2013/14.
Le facoltà dell'Università di Hagen rilasciano diplomi di laurea, post laurea e post dottorato (laurea, master, dottorato di ricerca). Tutti i titoli rilasciati dall'Università di Hagen sono equivalenti a quelli conseguiti nelle tradizionali università tedesche.
L'Università di Hagen è membro della European University Association (EUA), European Association of Distance Teaching Universities (EADTU) ed è accreditata da ACQUIN, FIBAA (Foundation for International Business Administration Accreditation) e AQAS (Agentur für Qualitätssicherung durch Akkreditierung von Studiengängen).